# Pilrito-das-praias
Pilrito-das-praias ou maçarico-branco (Calidris alba) é uma pequena ave limícola pertencente à ordem Charadriiformes e à família Scolopacidae. É uma das aves mais características das praias portuguesas, podendo habitualmente ser visto em pequenos bandos a correr para trás e para a frente, junto à rebentação.

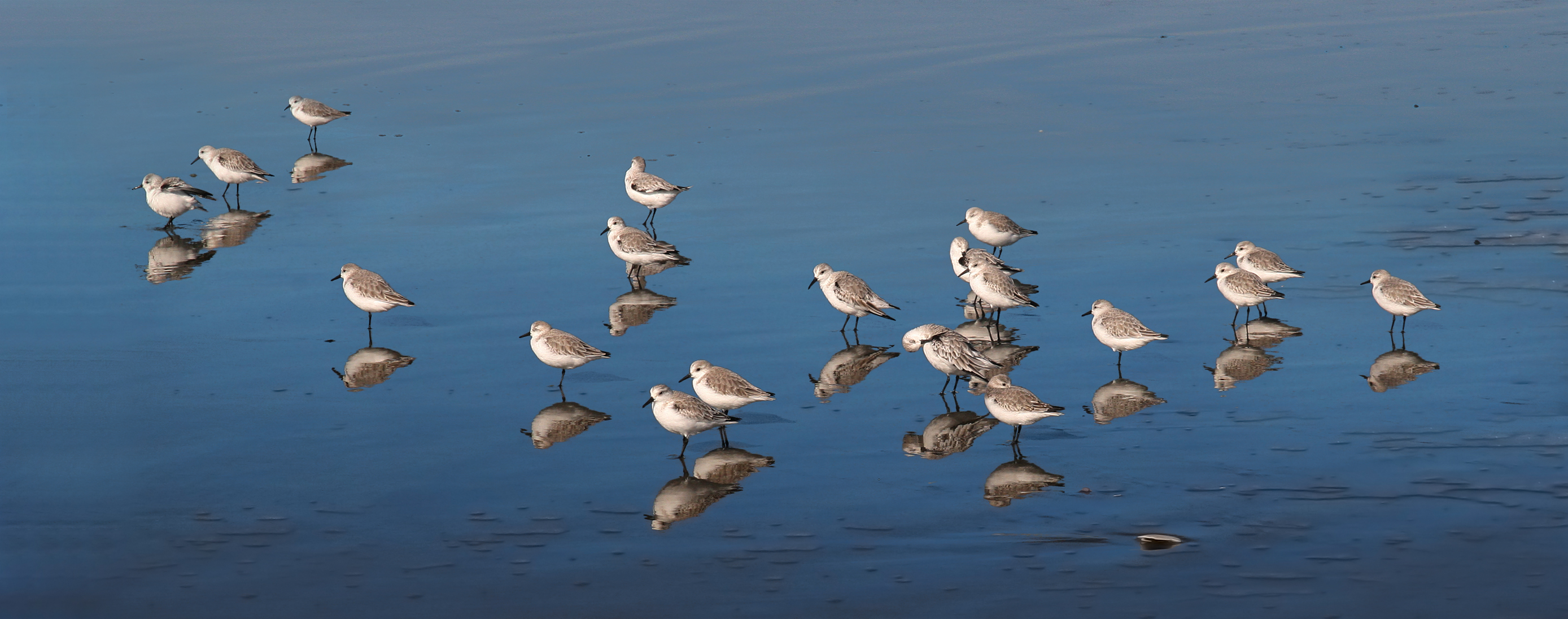
Pilrito-das-praias numa praia de São Francisco, Califórnia.

Ocorre em Portugal durante o Outono e o Inverno.
É uma ave que migra grandes distâncias, viajando entre 4 800 a 16 000 km de um terreno fértil para os seus sítios de invernada. É a ave que viaja mais, e também chega mais tarde e sai mais cedo. Costuma chegar na América do Sul a partir do fim de agosto ao começo de setembro, voando de volta à América do Norte a partir do fim de março até o começo de abril. Chega aos locais de reprodução por volta do fim de maio ao meio de junho, onde fica até o meio de julho e o meio de agosto, retornando para a América do Sul.

## Subespécies
A espécie é monotípica (não são reconhecidas subespécies),  porém há autores que consideram justificável a separação da subespécie C. a. rubida, a que ocorre na América do Sul.